# Nationalparker i Kenya
Kenyas nationalparker har siden 1990 været finansieret og bevogtet af Kenya Wildlife Services. Blandt nationalparkerne findes så forskellige naturformer som ørken og regnskov. Her findes også nogle af verdens mere kendte nationalparker, som Masai Mara, Tsavo og Nakurusøen, en af sodasøerne i Rift Valley.
Nationalparksturisme udgør en af Kenyas største industrier. 2006 genererede turismen indkomster på svarende til 803 millioner amerikanske dollars, næsten fem procent af landets BNP.

## Eksterne kilder og henvisninger
1. ↑  Amerikanska kongresbiblioteket: Country report Kenya

- KWS om Kenyas nationalparker Arkiveret 14. oktober 2007 hos  Wayback Machine